# Uresiphita gilvata

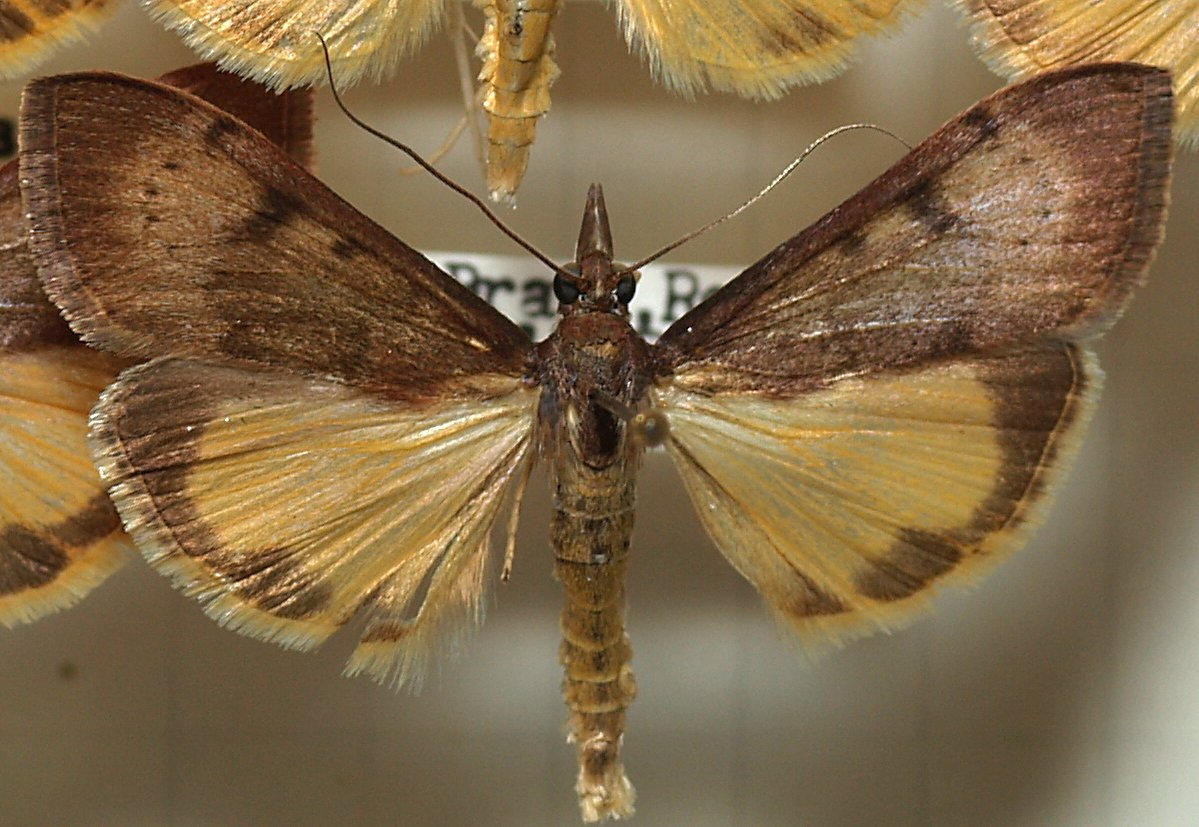
Gesannter Falter

Uresiphita gilvata (Syn.: Uresiphita limbalis, Mecyna polygonalis) ist ein Schmetterling aus der Familie der Crambidae.

## Merkmale
Die Falter erreichen eine Flügelspannweite von 29 bis 37 Millimeter (bzw. eine Vorderflügellänge von 14 bis 16 Millimeter.) Die Art ist sehr variabel in Färbung und Zeichnung. Die Grundfärbung reicht von dunkel gelblich braun bis dunkelbraun mit grauen Querbinden. Meist sind innere und äußere Querlinie deutlich gezeichnet; es gibt jedoch auch Exemplare mit fast erloschener Zeichnung. Die Querlinien sind meist dunkler als die Grundfarbe, häufig mehr oder weniger breit hell gerandet. Die innere Querlinie ist gewellt, die äußere Querlinie gezackt und springt am Innenrand stark zurück. Fast immer vorhanden sind dunklere Ring- und Nierenmakeln. Die Randung der äußeren kann mitunter sehr breit werden und bis zur Nierenmakel reichen, und damit eine breite graue Querbinde bilden. Bei anderen Exemplaren ist das Mittelfeld zwischen innerer und äußerer Querlinie verdunkelt. Häufig ist die äußere Hälfte des Saumfeldes dunkler als die Grundfarbe. Die Hinterflügel sind gelblich bis gelbbräunlich mit einem breiten dunkelbraunen Saumfeld.
Die Raupe ist hell gelblich bis aschgrau gefärbt. Der Kopf ist glänzend schwarz, die Warzen sind mit einzelnen weißen Borsten besetzt.
Die Puppe ist rotbraun und wird 11,0 bis 13,1 Millimeter lang und misst 3,4 bis 3,8 Millimeter im Durchmesser. Sie hat eine fein bis mittelfeine Oberflächenskulptur und mittellange Borsten. Der Kremaster ist mit langen, schräg nach außen und unten divergierenden Borsten besetzt.

## Geographische Verbreitung und Lebensraum
Uresiphita gilvata kommt in Mittel- und Südeuropa, Nordafrika, Westasien und auf den Kanarischen Inseln vor.
Die Art bevorzugt trockenwarme, offene, oft felsige Biotope. In Mitteleuropa kommt sie nur sehr lokal vor und ist meist auch nicht häufig. Im Mittelmeerraum kann sie jedoch unter günstigen Bedingungen (z. B. häufiges Vorkommen von Genista-Arten) sogar massenhaft auftreten.

## Lebensweise
Uresiphita gilvata bildet zwei Generationen im Jahr. Die Falter fliegen von Mai bis in den September hinein. Die oligophagen Raupen fressen an Blüten und Blättern von Ginster (Genista), Stechginster (Ulex), Geißklee (Cytisus) und Phaseolus. Die Raupen leben in einem Gespinst an Blättern und Blüten der Nahrungspflanzen. Sie verpuppen sich in einem weißlichen Kokon; die Puppe überwintert.

## Systematik
Die Nomenklatur dieses Taxons ist äußerst verwickelt; daher existieren in der Literatur drei häufig gebrauchte Name für diese Art. Das Taxon wurde 1794 durch Johann Christian Fabricius als Phalaena gilvata erstmals korrekt als eigenes Taxon erkannt und benannt. Die Art wurde jedoch bereits einige Jahre früher (1775) von Michael Denis und Johann Ignaz Schiffermüller als Pyralis limbalis beschrieben, ein Name der Eingang in die folgende Literatur gefunden hat. Pyralis limbalis ist nach den Internationalen Regeln für die Zoologische Nomenklatur zwar ein verfügbarer Name, kann aber nicht für diese Art verwendet werden. Es handelt sich nämlich um eine Fehlbestimmung und eine gleichzeitige ungerechtfertigte Emendation (= beabsichtigte Änderung des Namens) der von Linné (1767) aufgestellten Art Phalaena (Geometra) limbata. Dieses Taxon ist ein gültiges Taxon der Gattung Evergestis Hübner, 1825 (Evergestis limbata (Linnaeus, 1767)) und Pyralis limbalis Denis & Schiffermüller, 1775 ist damit formal ein jüngeres Synonym dieser Art. Die Geschichte des Namens wurde durch die weitere Fehlverwendung noch komplizierter. 1825 bildete Hübner unter Pyralis limbalis Denis & Schiffermüller tatsächlich das hier beschriebene Taxon ab. Es wurde in diesem Sinne zur Typusart der Gattung Uresiphita Hübner, 1825 bestimmt.
Häufig erscheint das Taxon auch unter dem Namen Mecyna polygonalis (Hübner, 1796) in der älteren Literatur. Die Geschichte dieses Namens ist ebenso kompliziert. Hübner (1796) bildete unter dem Namen Pyralis polygonalis das hier beschriebene Taxon ab. Es wird häufig als neue Artbeschreibung gewertet, ist jedoch lediglich der erste Versuch, die Art Pyralis polygonalis Denis & Schiffermüller, 1775 abzubilden. Die Identität dieses Taxon ist jedoch unsicher, vermutlich handelt es sich um ein Synonym einer Art der Gattung Udea, vielleicht ist es ein älteres Synonym von Udea fulvalis (Hübner, 1809). Aufgrund der Unsicherheit in der Identifizierung sollte Udea fulvalis (Hübner, 1809) konserviert werden. Was jedoch Hübner unter Pyralis polygonalis Denis & Schiffermüller, 1775 abbildet, ist definitiv Uresiphita gilvata (Fabricius, 1794). Pyralis polygonalis Hübner, 1796 wie er häufig in der Literatur verwendet wurde, ist im Sinne der zoologischen Nomenklatur aber kein verfügbarer Name. (nomen nullum)
Der für diese Art irrtümlich verwendete Name Pyralis limbalis sensu Hübner, 1825 (nec Denis & Schiffermüller, 1775) wurde zur Typusart der Gattung Uresiphita Hübner, 1825 bestimmt. Dadurch ist Phalaena gilvata Fabricius zwar nicht formal, jedoch de facto die typische Art der Gattung Uresiphita. Achille Guenée schlug 1845 außerdem die neue Gattung Mecyna vor. Er bestimmte keine Typusart, stellte aber sieben Arten zu seiner neuen Gattung; an erster Stelle "Mecyna polygonalis Hübner". Später bestimmte Walker (1859) Meyna polygonalis Hübner zur Typusart. Nach den Internationalen Regeln für die Zoologische Nomenklatur ist eine falsch bestimmte Typusart ein Fall, den die Kommission entscheiden müsste. Da Mecyna Guenée in jedem Fall ein jüngeres Synonym ist, entweder von Udea Guenée, 1845 oder von Uresiphita Hübner, 1825 ist hier keine Entscheidung vonnöten. Dagegen wäre der im Grunde falsche Gebrauch der Typusart von Uresiphita Hübner, 1825 eigentlich durch die Kommission zu fixieren.
Aufgrund der große Variabilität der Art in Farbe und Zeichnung existieren noch weitere wissenschaftliche Namen (und Synonyme) für dieses Taxon: Pyralis diversalis Hübner, 1796 und Pyralis rusticalis Hübner, 1796, die jedoch keine Verbreitung in der Literatur gefunden haben.

## Schadwirkung
Im Mittelmeerraum, z. B. in Ligurien, wo eine der Raupennahrungspflanzen, Genista monosperma  für Schnittgrün kommerziell angebaut wird, neigt Uresiphita gilvata zur Massenvermehrung und kann schwere Schäden in den Pflanzungen verursachen. Zur Bekämpfung werden üblicherweise Pestizide eingesetzt. In einem Projekt, in dem eine mehr natürliche Kontrolle des Schädlings untersucht wurde, wurde versuchsweise die Brackwespe Meteorus pulchricornis zur Bekämpfung eingesetzt. Es konnte gezeigt werden, dass diese Art auch die Raupen von Uresiphita gilvata parasitiert.